# Manuel Solís (militar)
General Manuel Solís fue un militar mexicano con idealismo villista que participó en la Revolución mexicana. Nació en San Juan del Río, Durango. Fue uno de los fundadores de la escolta de "Dorados" del general Francisco Villa. En marzo de 1914, durante el sitio de Torreón, formó parte de la comisión del bando constitucionalista, junto con Roque González Garza y el general Ernesto Santos Coy, para dialogar con el jefe del Ejército Mexicano, el general José Refugio Velasco, sobre la posibilidad de un armisticio. Murió a principios de 1917, cerca de León, Guanajuato, durante la expedición que Villa envió con la intención de atacar la ciudad de Querétaro. 